# Le Kremlin-Bicêtre

Położenie Le Kremlin-Bicêtre w ramach aglomeracji paryskiej

Le Kremlin-Bicêtre – miejscowość i gmina we Francji, w regionie Île-de-France, w departamencie Dolina Marny.
Według danych na rok 1990 gminę zamieszkiwało 19 348 osób, a gęstość zaludnienia wynosiła 12 564 osób/km² (wśród 1287 gmin regionu Île-de-France Kremlin-Bicêtre plasuje się na 149. miejscu pod względem liczby ludności, natomiast pod względem powierzchni na miejscu 877.).

## Edukacja
- École pour l'informatique et les techniques avancées
- E-Artsup
- Sup'Internet
- Web@cademie